# Мауріціо Нері
Мауріціо Нері (нар. 21 березня 1965, Ріміні) ― італійський професійний футбольний тренер і колишній гравець, який грав на позиції нападника.
Наразі працює на посаді асистента головного тренера «Сассуоло» (U-19).

## Досягнення

### «Наполі»
- Володар Кубка УЄФА (1): 1988–89.